# Real Sociedad de Ciencias de Uppsala
La Real Sociedad de Ciencias de Uppsala (KVS) es una sociedad académica sueca y la más antigua de las academias reales suecas. Los primeros pasos hacia la creación de la academia se dieron en 1710, bajo el nombre de Collegium curiosorum.
De acuerdo con la disposición fundamental de los estatutos de la Sociedad, su objetivo es promover la investigación científica, principalmente en matemáticas, ciencias naturales y medicina, así como en relación con la naturaleza y la antigüedad de Suecia. La Sociedad busca cumplir su propósito mediante:
1. La publicación de trabajos científicos;
2. El apoyo y las recompensas para trabajos científicos;
3. La recopilación y provisión de literatura científica, especialmente periódica;
4. Conferencias sobre temas científicos.

La Sociedad se reúne en su propia sede en la Plaza de San Erik en Uppsala.
La Sociedad otorga varios premios y recompensas. El más antiguo es el Premio Linnaeus, establecido por una donación de la viuda de Carl von Linné, Sara Elisabeth Moraea, en 1803. La Medalla Celsius de oro es el principal premio de la Sociedad, junto con los Premios Thuréus, que fueron establecidos mediante una donación de los esposos Sven y Lily Thuréus. La Sociedad también otorga el Premio Bergstedt, el Premio Thalén y las Recompensas Benzelius.

## Historia

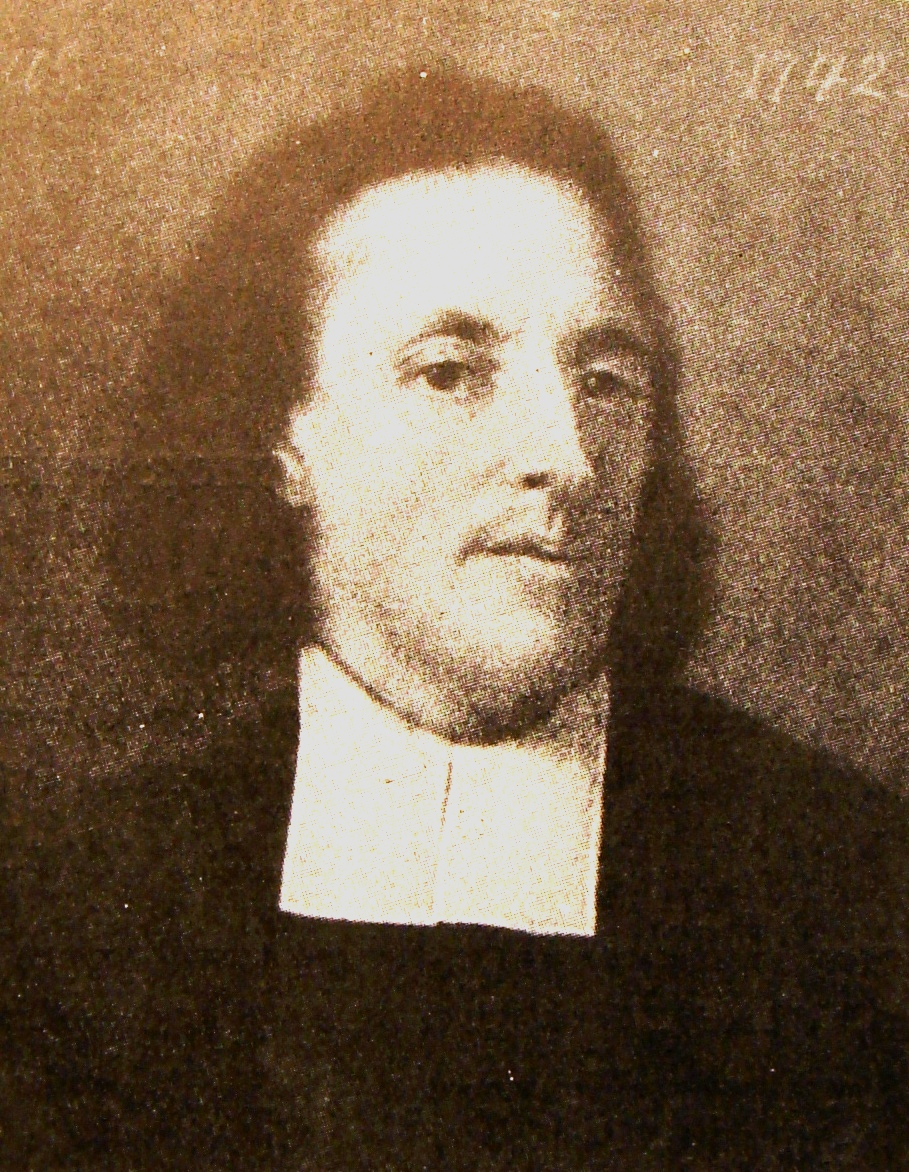
Erik Benzelius el Joven

Durante el siglo XVII, la revolución científica se expandió por Europa. Sin embargo, la nueva ciencia natural enfrentó dificultades para abrirse paso en las universidades, que eran principalmente instituciones educativas para clérigos y funcionarios. La fuerte influencia religiosa y la escolástica dominaban la educación y las actitudes de la época. La solución para los pensadores científicos fue la creación de sociedades académicas y academias de ciencias. En Inglaterra, se fundó la Royal Society en 1662, y en Francia, la Académie des sciences en 1666.
La Sociedad tiene sus orígenes en el Collegium Curiosorum, que fue reunido en Uppsala en 1710 por Erik Benzelius el Joven, entonces bibliotecario universitario. Benzelius se había inspirado durante una estancia prolongada en el continente, donde conoció al polímata Gottfried Wilhelm von Leibniz, quien en ese momento estaba en proceso de fundar la academia de ciencias en Berlín. El factor determinante para la iniciativa de Benzelius fueron sus contactos con Christopher Polhem, quien deseaba publicar sus descubrimientos mecánicos y necesitaba la ayuda de los eruditos de Uppsala, tanto para la revisión de sus estudios como para acceder a un canal de publicación.
Las discusiones de los primeros años en el Collegium Curiosorum fueron recopiladas y publicadas en Dædalus Hyperboreus entre 1716 y 1718 por Emanuel Swedenborg, quien era cuñado de Erik Benzelius el Joven.
Después de unos años de pausa, Erik Benzelius el Joven reanudó las reuniones en 1719. En ese momento, se denominaban "Societeten" y en latín, Societas literaria Sueciæ. Posteriormente, el nombre Bokwettesgillet se ha utilizado a veces para referirse a la sociedad durante este período. La formalización de la Real Sociedad de Ciencias se llevó a cabo en 1728 por Fredrik I, tras la presentación del Preses Illustris Arvid Horn. En latín, el nombre fue Societas literaria et scientiarum, modificado posteriormente a Societas regia scientiarum Upsaliensis.

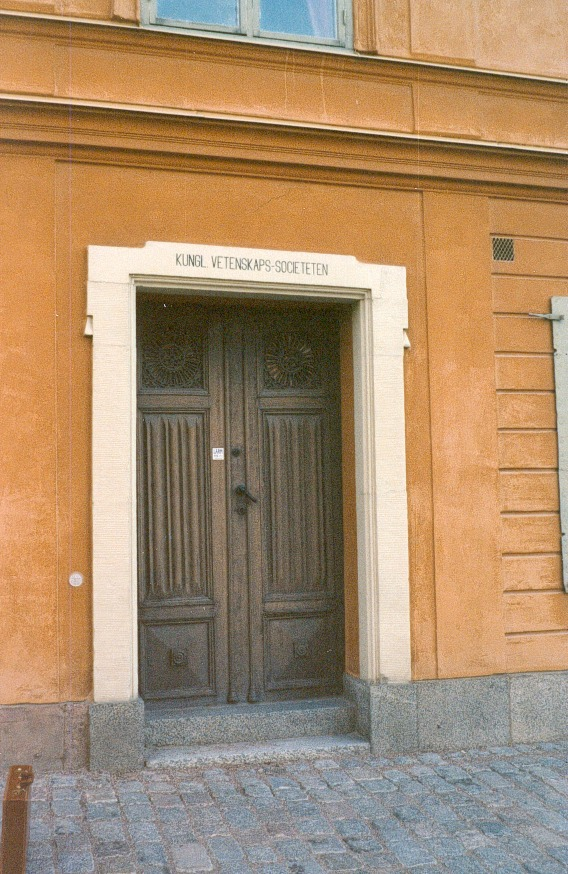
Detalle del edificio de la Real Sociedad Sueca de Ciencias en Uppsala.

## Publicaciones
La Sociedad comenzó en 1720 a publicar la revista Acta Literaria Sueciæ, la revista científica más antigua y duradera de Suecia. Su nombre fue modificado en varias ocasiones; entre 1730 y 1739 se llamó Acta Literaria et Scientiarum Sueciæ, entre 1740 y 1750 Acta Societatis Regiæ Scientiarum Upsaliensis y desde 1773 Nova Acta Societatis Regiæ Scientiarum Upsaliensis. El último volumen regular se publicó en 1967, es decir, casi 250 años después de su establecimiento.

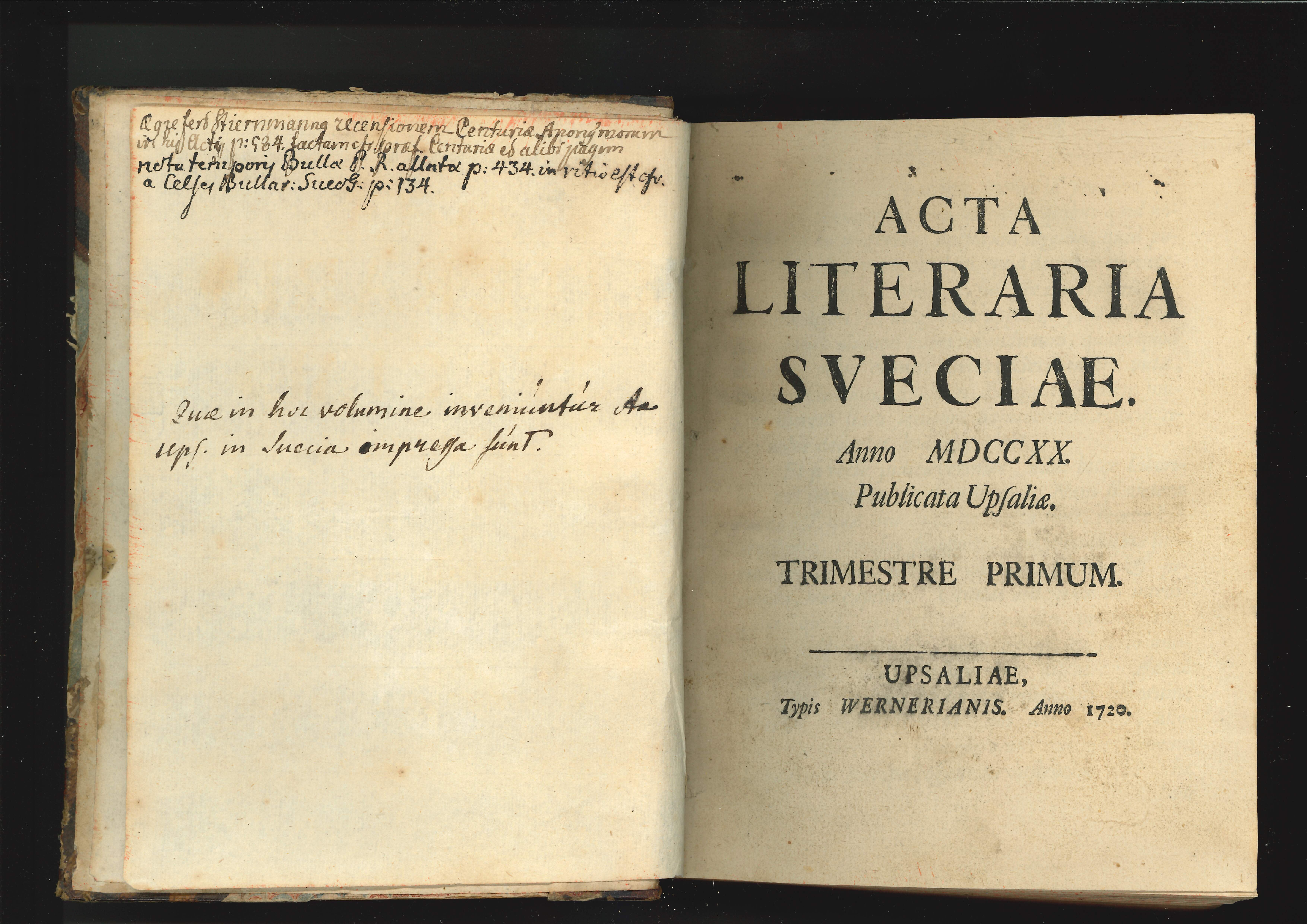
Primer número de Acta Literaria Sueciæ de 1720

Las actas de la Sociedad se publicaron en latín hasta 1863. El idioma de publicación fue un tema de controversia desde el principio, al igual que la localización. En la década de 1730, entre otros, Mårten Triewald argumentó que la sede de la Sociedad debería estar en Estocolmo y que el idioma de la revista debería ser el sueco. La ubicación en la capital facilitaría el contacto con el gobierno del país, y cuando Triewald no obtuvo apoyo para sus ideas, él junto con Carl von Linné, Anders Johan von Höpken y otros tomaron la iniciativa para la formación de la Real Academia de Ciencias en Estocolmo en 1739. Sus actas se imprimieron en sueco, y la academia obtuvo de inmediato buenos contactos con el Partido Hatt y su política orientada a la utilidad.
La Sociedad ha publicado un anuario desde 1938.

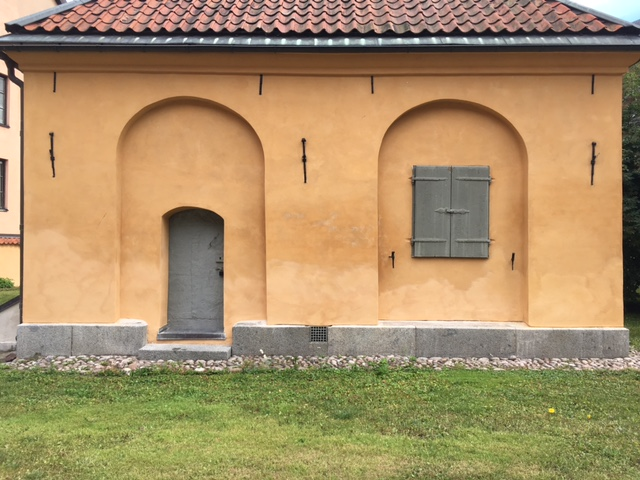
Casa Scheffer (Schefferianum)

## La sede de la Sociedad
Eriks torg 1 en Uppsala, que hoy en día está declarada como monumento histórico. Proviene de una donación de Johan Abraham Gyllenhaal y Fredric Ziervogel en 1788, cuando la Sociedad también recibió una de las mayores colecciones de ejemplares naturales del país, así como una gran colección de libros. La colección era especialmente rica en minerales, petrificaciones, conchas e insectos. Las colecciones se dispersaron a mediados del siglo XIX, siendo la mayor parte asumida por la Universidad de Uppsala.
En la propiedad también se encuentra la biblioteca de Schefferus, un edificio de piedra conocido como Schefferska huset y construido en la década de 1660 por el profesor Skytteano Johannes Schefferus. Es una de las casas más antiguas de Uppsala.

## Estructura
La academia cuenta con 130 miembros nacionales y 100 miembros extranjeros, que pertenecen a una de las cuatro "clases": la clase "Matemática-Física", la clase "Historia Natural-Médica", la clase "Histórica-Arqueológica" y la clase "Técnico-Económica". Todas las secciones están dirigidas por un solo Presidium, que está formado por un presidente, un vicepresidente, un secretario, un vicepresidente del secretario y un tesorero: el rey de Suecia es el presidente Honorario de la academia.

## Funcionarios
Las reuniones de la Sociedad son dirigidas por un Preses, una tarea que rota cada año. La economía es gestionada por un Skattmästare mientras que las actividades generales son dirigidas por el Ständige Sekreterare. Desde su fundación, la Sociedad ha tenido los siguientes secretarios:
- Erik Benzelius den yngre (1719–1720)
- Eric Burman (1721–1725)
- Anders Celsius  (1725–1744)
- (Samuel Klingenstierna 1732–1733, ersättare för Celsius)
- (Johan Ihre 1733–1737, ersättare för Celsius)
- Carl von Linné (1744–1767)
- Carl Aurivillius (1767–1786)
- Eric Prosperin (1786–1803)
- Pehr Fabian Aurivillius (1803–1829)
- Jöns Svanberg (1829–1850)
- Elias Fries (1850–1868)
- Anders Jonas Ångström (1868–1875)
- Olof Glas (1875–1880)
- Robert Thalén (1880–1901)
- Nils Dunér (1901–1913)
- Sven Gustaf Hedin (1913–1932)
- Carl Wilhelm Oseen (1932–1933)
- Östen Bergstrand (1933–1948)
- Gunnar Malmqvist (1948–1963)
- Åke Wallenquist (1963–1974)
- Per Olof Fröman (1974–1982)
- Lars-Olof Sundelöf (1982–2013)
- Hans Ellegren (2013–2023)
- Jonas Bergquist (2023-)

## Premios
Los premios otorgados por la academia son los siguientes:
- Premio Linnaeus: es el premio más antiguo otorgado por la academia, en honor a Carl Linnaeus. El premio fue instituido por una donación de la viuda de Linnaeus, Sara E. Linnaeus, el 8 de septiembre de 1803.
- Medalla de Oro Celsius: es el premio más prestigioso otorgado por la academia, en honor a Anders Celsius. Se otorgó por primera vez en 1961 y está reservado para científicos que trabajen en ciencias matemáticas y físicas. Por lo tanto, se concede por decisión de la "clase Matemática-Física" de la academia.[c]
- Premio Bergstedt: es el segundo premio más antiguo otorgado por la academia, instituido el 12 de mayo de 1827, por una donación del Secretario de Estado Erik Bergstedt.
- Premio Thalen: fue instituido en 1902 y lleva el nombre del profesor de física Robert Thalén.
- Premio Thureus (Lilly y Sven): fue instituido por una donación de Lilly y Sven Thureus en 1971. Originalmente era un único premio, pero actualmente se otorga anualmente por decisión de cada una de las cuatro clases de la academia.
- Benzeliusbelöningarna (Subvenciones Benzelius): se otorgan anualmente, en honor a Erik Benzelius el Joven.[d] Instituido en 1980 y financiado en su totalidad por la academia, está destinado como una subvención para jóvenes investigadores.